# Ніл Флінн
Ніл Флінн (англ. Neil Flynn) — американський актор і комік. Насамперед відомий завдяки ролям прибиральника в серіалі «Клініка» і Майка Гека в серіалі «Буває й гірше». Крім того, з'явився у таких популярних телесеріалах як «Шоу 70-х», «CSI: Місце злочину» та «Таємниці Смолвіля», а також в таких фільмах, як «Різдвяне кіно про маппетів» і «Проснись, Рон Борґанді».
За свою кінокар'єру також з'явився у таких фільмах, як: «Утікач», «Сам удома 3», «Погані дівчиська», «Індіана Джонс і королівство кришталевого черепа» та «Воскресіння Гевіна Стоуна». Також озвучував персонажів у таких мультфільмах, як «Мінлива хмарність, часом фрикадельки», мультсеріалах «Бургери Боба», «Базз Лайтер із зоряної команди», «Школа клонів» та «Король гори», а також персонажів у відеогрі «Ratchet & Clank». 2015 року знявся в вебсеріалі «Віксен», а 2019 року з'явився у ситкомі «В Еббі», де одну з головних ролей виконувала Наталі Моралес.

## Біографія
Флінн народився на півдні Чикаго, штат Іллінойс. Його родина має ірландське коріння, виховувався у дуже релігійній католицькій сім'ї. Зовсім юним переїхав до Вокігана, штат Іллінойс.
1978 року, навчаючись у Східній середній школі Вокіган, разом зі своїм другом Майком Шклером виграв чемпіонат з індивідуальних змагань штату Іллінойс у категорії «Гумористичний дует». Пізніше вступив до Університету Бредлі в Пеорії, штат Іллінойс, де став членом студентського об'єднання «Sigma Nu», грав у театральних постановках і долучився до Команди промов Університету Бредлі.
1982 року закінчив навчання і повернувся до Чикаго, щоб розпочати акторську кар'єру.

## Кар'єра
У Чикаго почав виступати у таких відомих театрах, як «Goodman» і «Steppenwolf». 1986 року Флінн номінувався на премію Джозефа Джефферсона за роль у фільмі «Балада про сумне кафе». Також виступав на сцені імпровізаційних театрів «Improv Olympic» і «The Second City». 1998 року разом із Девідом Кокнером створив імпровкоманду під назвою «Beer Shark Mice», яка все ще продовжувала свою діяльність станом на 2015 рік.
Хоча його роль у серіалі «Клініка» стала його найвідомішою, він також зіграв менші ролі в таких телешоу та фільмах: «Шоу 70-х», «Немовля на прогулянці», «CSI: Місце злочину», «Мої хлопці», «Сайнфелд» і «Таємниці Смолвіля».
У фільмі «Утікач» Ніл грає офіцера поліції Чикаго, якого вбиває однорукий чоловік Фредерік Сайкс (Андреас Кацулас) під час сутички з доктором. Річардом Кімблом (Гаррісон Форд). Ця роль згадується в епізоді «Мій друг доктор» серіалу «Клініка», у якому Джей Ді (Зак Брафф) бачить прибиральника у фільмі та думає, що він актор із цього фільму. 2008 року Флінн повернувся до співпраці з Гаррісоном Фордом, зігравши агента ФБР Сміта у фільмі «Індіана Джонс і королівство кришталевого черепа».
Флінн зіграв невелику роль батька Ліндсі Логан, головної героїні у серіалі «Погані дівчиська». Він також виконав невелику роль анонімного поліцейського у фільмі «Телеведучий: Легенда про Рона Борганді», але цю сцену вирізали у фінальній версії стрічки. Цю сцену можна побачити у DVD спін-оффі під назвою «Прокинься, Рон Бургунді: Загублений фільм». Крім того, він з'явився у ролі вболівальника «Клівленд Індіанс» у фільмі «Вища ліга», а у фільмі «Новачок року» виконав роль гравця першої бази. Флінн також з'явився в «Шоу Дрю Кері» та «Сайнфелд», зігравши фальшивого чоловіка та поліціянта відповідно.
Для серіалу «Клініка» Флінн проходив кастинг на роль доктора Кокса, але в підсумку отримав роль прибиральника. Спочатку найнятий лише для однієї епізодичної ролі, він невдовзі долучився до постійного акторського складу у ролі прибиральника, головним завданням якого стало дражнити молодого доктора Джей Ді. У серіалі ім'я прибиральника не згадується до фіналу восьмого сезону — коли Джей Ді нарешті питається як його звати, а прибиральник каже, що його звати Гленн Метьюз. Однак деякі шанувальники вважають, що це може бути неправдою з двох причин: по-перше, коли Джей Ді не знаходився поруч, один із санітарів називає його «Томмі», а по-друге, в епізоді «Мій друг доктор» третього сезону Джей Ді бачить прибиральника по телевізору в одній зі сцен з фільму «Утікач», тому деякі люди вважають, що справжнє ім'я прибиральника — Ніл Флінн. Однак, Ніл Флінн в інтерв'ю це спростував. Ніл Флінн входив до постійного акторського складу серіалу «Клініка» протягом перших восьми сезонів. Коли шоу перейшло на телеканал «ABC», він на всякий випадок підписав контракт на дев'ятий сезон, але також зіграв роль батька родини в ситкомі під назвою «Буває й гірше», який тільки очікував схвалення. Коли серіал «Буває й гірше» таки прийняли, Флінн з'явився як гість в першому епізоді дев'ятого сезону серіалу «Клініка».
Ніл Флінн зіграв Майка Гека, батька трьох дітей, у серіалі «Буває й гірше» (2009—2018). Сім'я Геків звичайна робітнича родина з Індіани, де Майк Гек працює у кар'єрі. 2017 року серіал налічував 200 серій. Завдяки ролі у серіалі «Буває й гірше» Ніл Флінн номінувався на найкращу чоловічу роль другого плану в комедійному серіалі на 6-й церемонії вручення нагород «Вибір критиків».
Флінн також долучився до озвучення мультсеріалу «Базз Лайтер із зоряної команди», але став більш відомим завдяки озвученню персонажів Скіда Макмаркса та Сантехніка в перших трьох відеоіграх «Ratchet & Clank». Крім того, він взяв участь в озвученні мультсеріалу «Кім Всеможу».
В епізоді «Вуличний туалет» (O.T.: The Outside Toilet) серіалу «Бургери Боба» Флінн озвучив Макса Флеша.
У 2015—2016 Флінн озвучував Чака, батька головного героя, в мультсеріалі «Віксен».

## Фільмографія

### Кіно
| Рік  | Назва (укр.)                                    | Назва (англ.)                                      | Роль                            |
| ---- | ----------------------------------------------- | -------------------------------------------------- | ------------------------------- |
| 1989 | Головна ліга                                    | Major League                                       | вантажник                       |
| 1993 | Новачок року                                    | Rookie of the Year                                 | Стен Окі                        |
| 1993 | Утікач                                          | The Fugitive                                       | поліціянт                       |
| 1994 | Немовля на прогулянці                           | Baby's Day Out                                     | поліціянт у парку               |
| 1994 | Паркан                                          | The Fence                                          | Домінік                         |
| 1996 | Ланцюгова реакція                               | Chain Reaction                                     | патрульний Наймітц              |
| 1997 | Сам удома 3                                     | Home Alone 3                                       | Офіцер поліції № 1              |
| 1999 | Магнолія                                        | Magnolia                                           | Даніель Гілл                    |
| 2000 | Пристрасть                                      | The Right Temptation                               | Макс                            |
| 2001 | —                                               | The Removers                                       | Чоловік у масці прибульця       |
| 2003 | —                                               | Brainwarp                                          | Детектив Джім Фіст              |
| 2004 | Погані дівчиська                                | Mean Girls                                         | Чіп Герон                       |
| 2004 | Телеведучий: Легенда про Рона Борганді          | Anchorman: The Legend of Ron Burgundy              | Коп                             |
| 2006 | Крик сови                                       | Hoot                                               | містер Еберхардт                |
| 2007 | Секс і 101 смерть                               | 'Sex and Death 101                                 | Зак                             |
| 2007 | —                                               | Alive and Well                                     | Джоел                           |
| 2008 | Індіана Джонс і королівство кришталевого черепа | Indiana Jones and the Kingdom of the Crystal Skull | Агент ФБР Пол Сміт              |
| 2009 | Мінлива хмарність, часом фрикадельки            | Cloudy with a Chance of Meatballs                  | продюсер каналу прогнозу погоди |
| 2017 | Воскресіння Гевіна Стоуна                       | The Resurrection of Gavin Stone                    | Вейлон Стоун                    |
| 2020 | Супермен: Людина завтрашнього дня               | Superman: Man of Tomorrow                          | Джонатан Кент                   |
| 2022 | 5-25-77                                         | 5-25-77                                            | доктор Коллаган                 |

### Телебачення
| Рік     | Назва (укр.)                          | Назва (англ.)                            | Роль                                      | Примітка                                  |
| ------- | ------------------------------------- | ---------------------------------------- | ----------------------------------------- | ----------------------------------------- |
| 1987    | Літня сцена CBS                       | CBS Summer Playhouse                     | Офіцер Департаменту поліції Лос-Анджелеса | епізод «Kung Fu: The Next Generation»     |
| 1987    | —                                     | Sable                                    | Охоронець                                 | Епізод: «Copycat»                         |
| 1989    | Службове відрядження                  | Tour of Duty                             | морський котик                            | Епізод: «Sealed with a Kiss»              |
| 1989    | Доктор Дугі Гаузер                    | Doogie Howser, M.D.                      | Поліціянт № 1                             | пілотна серія                             |
| 1996    | Вчителю, з любов'ю 2                  | To Sir, with Love II                     | Детектив Деніс                            | телефільм                                 |
| 1996-97 | Ранковий випуск                       | Early Edition                            | Коп, Келлагер, Мерелін                    | 3 епізоди                                 |
| 1997    | Сайнфелд                              | Seinfeld                                 | Поліціянт № 1                             | Епізод: «The Summer of George»            |
| 1998    | Шоу Дрю Кері                          | The Drew Carey Show                      | Скот Хані                                 | Епізод: «Kate's Family»                   |
| 1998    | Еллен                                 | Ellen                                    | Джордж                                    | Епізод «It's a Gay, Gay, Gay, Gay World!» |
| 1999    | Шоу 70-х                              | That '70s Show                           | Викидайло                                 | епізод «The Velvet Rope»                  |
| 1999    | Вир світів                            | Sliders                                  | Офіцер Філ                                | епізод «Easy Slider»                      |
| 1999    | Чиказька надія                        | Chicago Hope                             | Джон Деррікс                              | епізод «Vigilance and Care»               |
| 2000    | —                                     | Then Came You                            | Коп                                       | епізод «Then Came the Monthiversary»      |
| 2000    | Сімейний закон                        | Family Law                               | Джек Ламберг                              | Епізод: «Telling Lies»                    |
| 2000-01 | Базз Лайтер із зоряної команди        | Buzz Lightyear of Star Command           | XR                                        | голос, 24 епізоди                         |
| 2001    | —                                     | The District                             | Джордж Раєрсон                            | епізод «Vigilante»                        |
| 2001    | Шоу Норма                             | Norm                                     | Лі                                        | епізод «Norm vs. Deception»               |
| 2001-09 | Клініка                               | Scrubs                                   | прибиральник                              | головний акторський склад                 |
| 2002    | CSI: Місце злочину                    | CSI: Crime Scene Investigation           | Офіцер Ярнелл                             | Епізод: «Identity Crisis»                 |
| 2002    | Бостонська школа                      | Boston Public                            | Волтер Ендрюс                             | Епізод: «Chapter Thirty-Four»             |
| 2002    | Поліція Нью-Йорка                     | NYPD Blue                                | Кевін Гілі                                | Епізод «Low Blow»                         |
| 2002    | Різдвяне кіно про маппетів            | It's a Very Merry Muppet Christmas Movie | прибиральник                              | телефільм                                 |
| 2002-03 | Школа клонів                          | Clone High                               | прибиральник; різні голоси                | 12 епізодів                               |
| 2003-04 | Таємниці Смолвіля                     | Smallville                               | Піт Дінсмор                               | 2 епізоди                                 |
| 2005    | Король гори                           | King of the Hill                         | Турпін                                    | епізод «Arlen City Bomber»                |
| 2005    | Корпорація любові                     | Love, Inc.                               | Нейтан                                    | Епізод: «Love, Inc.»                      |
| 2006    | Джої                                  | Joey                                     | отець О'ніл                               | 2 епізоди                                 |
| 2006    | Мої хлопці                            | My Boys                                  | Денні Фіінн                               | епізод «When Heroes Fall from Grace»      |
| 2006    | Ре-анімований                         | Re-Animated                              | Голова правління Епплдей                  | телефільм                                 |
| 2007    | Шоу Ті-Бона і голого водія вантажівки | The Naked Trucker and T-Bones Show       | автостопник                               | епізод «T-Bones TV»                       |
| 2009    | —                                     | Monkey Talk                              | Кевін                                     | телефільм                                 |
| 2009-18 | Буває й гірше                         | The Middle                               | Майкл «Майк» Гек                          | головний акторський склад; 215 епізодів   |
| 2012-15 | Класний ніндзя                        | Randy Cunningham: 9th Grade Ninja        | Містер Бенністер                          | голос; 4 епізоди                          |
| 2013    | Бургери Боба                          | Bob's Burgers                            | Макс Флаш                                 | голос; епізод «O.T.: The Outside Toilet»  |
| 2014    | Виживання Джека                       | Surviving Jack                           | вчитель фізкультури                       | епізод «She Drives Me Crazy»              |
| 2014    | Кі та Піл                             | Key & Peele                              | Доктор                                    | епізод «Sex Addict Wendell»               |
| 2015    | Непридатні до побачень                | Undateable                               | покупець                                  | епізод «A Live Episode Walks Into a Bar»  |
| 2015    | Jeopardy!                             | Jeopardy!                                | себе                                      | 3 епізоди                                 |
| 2019    | В Еббі                                | Abby's                                   | Фред                                      | головний акторський склад                 |
| 2021    | Моя весела тітка                      | Chicago Party Aunt                       | стариган у барі                           | голос, епізод «Ribs for Her Pleasure»     |
| 2023    | Лопес проти Лопеса                    | Lopez vs Lopez                           | Стів                                      | епізод «Lopez vs Neighbors»               |
| 2023    | Правдива терапія                      | Shrinking                                | Реймонд                                   | епізод «Moving Forward»                   |
| 2023    | Школа клонів                          | Clone High                               | прибиральник                              | епізод «Clone Alone»                      |

### Веб
| Рік     | Назва  | оригінальна назва | Роль        | Примітки          |
| ------- | ------ | ----------------- | ----------- | ----------------- |
| 2015–16 | Віксен | Vixen             | Чак МакКейб | голос, 6 епізодів |